# نيكولاي بوكروفسكي
نيكولاي نيكولايفيتش بوكروفسكي (12 يناير 1865 - 12 ديسمبر 1930) (بالروسية: Николай Николаевич Покровский) هو سياسي قومي روسي وآخر وزير الخارجية في الإمبراطورية الروسية.
التحق بوكروفسكي بكليات القانون في جامعة موسكو الحكومية وجامعة سانت بطرسبرغ الحكومية. في عام 1889، بدأ حياته المهنية في وزارة المالية. ما بين 1902 و1903، كان بوكروفسكي نائب رئيس قسم الضرائب في وزارة المالية. من يناير إلى نوفمبر 1916، شغل بوكروفسكي منصب مفتش الدولة.
بعد فبراير 1917، قاد نيكولاي بوكروفسكي لجنة التقارب الاقتصادي بين روسيا والولايات المتحدة.
بعد الثورة الروسية، غادر نيكولاي بوكروفسكي روسيا واستقر في كاوناس بليتوانيا، حيث أصبح مدرسًا في جامعة فيتاوتاس (Vytautas Magnus University).
توفي في كاوناس بتاريخ 12 ديسمبر 1930.